# Sint-Antoniuskapel (Baarlo)

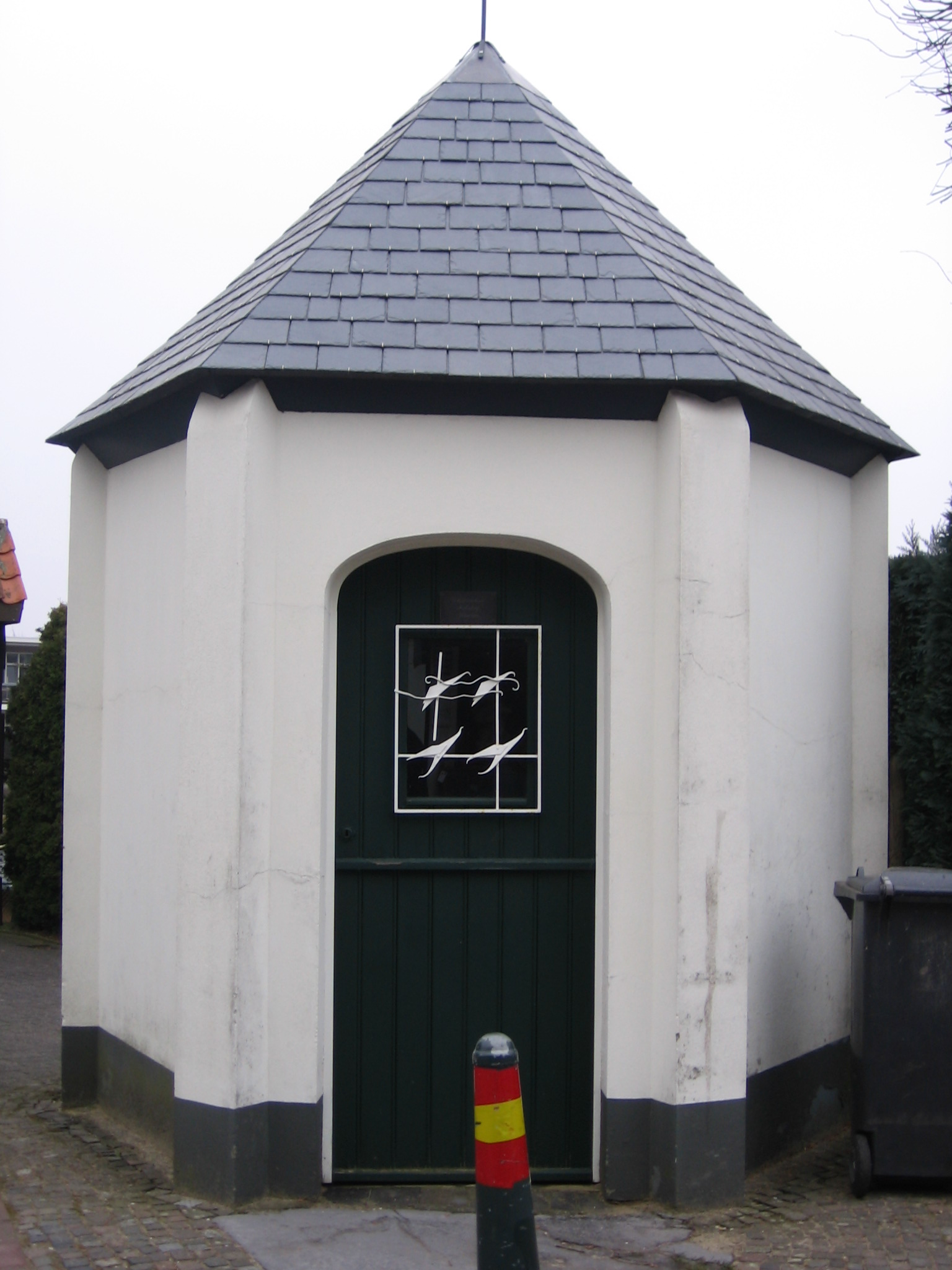
De Sint-Antoniuskapel

De Sint-Antoniuskapel is een kapel in Baarlo in de Nederlandse gemeente Peel en Maas. De kapel staat bij Molenberg 12 in het dorp op krap 200 meter ten noordwesten van de Sint-Petruskerk.
De kapel is gewijd aan de heilige Antonius van Egypte, hoewel ze soms beschreven staat als zijnde gewijd aan Antonius van Padua.
De kapel is geklasseerd als rijksmonument.

## Geschiedenis
In 1740 bouwde de Schutterij Sint-Urbanus de kapel.
Sinds 11 februari 1969 staat de kapel ingeschreven in het rijksmonumentenregister.

## Gebouw
De zeshoekige witgepleisterde bakstenen kapel wordt gedekt door een tentdak met leien met op de top een eenvoudig ijzeren kruis. Op de hoeken zijn er hoeklisenen aangebracht en de gevels hebben een zwarte plint. De twee schuine achtergevels hebben een rechthoekig venster. In de frontgevel bevindt zich de korfboogvormige toegang van de kapel die afgesloten wordt met een groene houten deur met hierin een venster met ervoor siersmeedwerk. Voor de ingang ligt een grote natuurstenen tegel die oorspronkelijk een grafsteen was.
Van binnen is de kapel wit gestuukt en tegen de achterwand is het wit gestuukte altaar gemetseld dat voorzien is van een bruin houten altaarblad. Op het altaar staat rechts het beeld van Sint-Antonius die de heilige toont in een bruine monnikspij met in zijn rechterhand een open boek, op zijn rechterarm het Christuskind en tussen zijn linkerarm een lelie geklemd. Links op het altaar staat een tweede heiligenbeeldje van Maria. In de achterwand is een korfboogvormige nis aangebracht waarin een kruis met corpus hangt.